# Takahiro Kunimoto
Takahiro Kunimoto (jap. 邦本 宜裕 Kunimoto Takahiro; ur. 8 października 1997) – japoński piłkarz występujący na pozycji napastnika. Obecnie występuje w Avispa Fukuoka.

## Kariera klubowa
Od 2015 roku występował w klubie Avispa Fukuoka.